# Cyathea marattioides
Cyathea marattioides là một loài thực vật có mạch trong họ Cyatheaceae. Loài này được Willd. mô tả khoa học đầu tiên năm 1824.